# Доња Оровица
Доња Оровица је насеље у Србији у општини Љубовија у Мачванском округу. Према попису из 2022. било је 201 становникa. У близини се налази стари камени мост преко реке Љубовиђе, који се налази под заштитом државе, као споменик културе од великог значаја, ту је и Црква брвнара у Доњој Оровици.

## Демографија
У насељу Доња Оровица живи 371 пунолетни становник, а просечна старост становништва износи 44,6 година (42,6 код мушкараца и 47,1 код жена). У насељу има 140 домаћинстава, а просечан број чланова по домаћинству је 3,03.
Ово насеље је великим делом насељено Србима (према попису из 2002. године), а у последња три пописа, примећен је пад у броју становника.
|  |

| Демографија | Демографија | Демографија |
| Година      | Становника  | Становника  |
| ----------- | ----------- | ----------- |
| 1948.       | 963         |             |
| 1953.       | 1.019       |             |
| 1961.       | 959         |             |
| 1971.       | 797         |             |
| 1981.       | 682         |             |
| 1991.       | 554         | 554         |
| 2002.       | 424         | 429         |

| Етнички састав према попису из 2002.‍ | Етнички састав према попису из 2002.‍ | Етнички састав према попису из 2002.‍ | Етнички састав према попису из 2002.‍ | Етнички састав према попису из 2002.‍ |
| ------------------------------------ | ------------------------------------ | ------------------------------------ | ------------------------------------ | ------------------------------------ |
|                                      |                                      |                                      |                                      |                                      |
| Срби                                 | Срби                                 |                                      | 421                                  | 99,29%                               |
| Црногорци                            | Црногорци                            |                                      | 1                                    | 0,23%                                |
| непознато                            | непознато                            |                                      | 2                                    | 0,47%                                |

| Година пописа     | 1948. | 1953. | 1961. | 1971. | 1981. | 1991. | 2002. |
| ----------------- | ----- | ----- | ----- | ----- | ----- | ----- | ----- |
| Број домаћинстава | 116   | 139   | 145   | 147   | 136   | 127   | 140   |

| Број чланова      | 1  | 2  | 3  | 4  | 5  | 6  | 7 | 8 | 9 | 10 и више | Просек |
| ----------------- | -- | -- | -- | -- | -- | -- | - | - | - | --------- | ------ |
| Број домаћинстава | 27 | 41 | 19 | 26 | 12 | 12 | 2 | 1 | 0 | 0         | 3,03   |

| Пол    | Укупно | Неожењен/Неудата | Ожењен/Удата | Удовац/Удовица | Разведен/Разведена | Непознато |
| ------ | ------ | ---------------- | ------------ | -------------- | ------------------ | --------- |
| Мушки  | 207    | 75               | 113          | 16             | 2                  | 1         |
| Женски | 171    | 23               | 112          | 29             | 4                  | 3         |
| УКУПНО | 378    | 98               | 225          | 45             | 6                  | 4         |

| Пол    | Укупно                    | Пољопривреда, лов и шумарство | Рибарство                            | Вађење руде и камена | Прерађивачка индустрија       |
| ------ | ------------------------- | ----------------------------- | ------------------------------------ | -------------------- | ----------------------------- |
| Мушки  | 131                       | 61                            | 0                                    | 6                    | 10                            |
| Женски | 49                        | 41                            | 0                                    | 1                    | 1                             |
| УКУПНО | 180                       | 102                           | 0                                    | 7                    | 11                            |
| Пол    | Производња и снабдевање   | Грађевинарство                | Трговина                             | Хотели и ресторани   | Саобраћај, складиштење и везе |
| Мушки  | 0                         | 37                            | 4                                    | 0                    | 1                             |
| Женски | 0                         | 0                             | 0                                    | 0                    | 1                             |
| УКУПНО | 0                         | 37                            | 4                                    | 0                    | 2                             |
| Пол    | Финансијско посредовање   | Некретнине                    | Државна управа и одбрана             | Образовање           | Здравствени и социјални рад   |
| Мушки  | 0                         | 0                             | 3                                    | 3                    | 1                             |
| Женски | 0                         | 1                             | 1                                    | 2                    | 0                             |
| УКУПНО | 0                         | 1                             | 4                                    | 5                    | 1                             |
| Пол    | Остале услужне активности | Приватна домаћинства          | Екстериторијалне организације и тела | Непознато            | Непознато                     |
| Мушки  | 1                         | 0                             | 0                                    | 4                    | 4                             |
| Женски | 0                         | 0                             | 0                                    | 1                    | 1                             |
| УКУПНО | 1                         | 0                             | 0                                    | 5                    | 5                             |